# Дятловицька сільська рада (Лунинецький район)
Дятловицька сільська́ ра́да (біл. Дзятлавіцкі сельсавет) — адміністративно-територіальна одиниця у складі Лунинецького району Берестейської області Білорусі. Адміністративний центр — село Дятловичі.

## Склад
Населені пункти, що підпорядковувалися сільській раді станом на 2009 рік:
| Населений пункт   | Тип     | Населення, осіб (2009) |
| ----------------- | ------- | ---------------------- |
| Боровці           | село    | 274                    |
| Дятловичі         | село    | 2332                   |
| Станція Дятловичі | станція | 439                    |
| Куповці           | село    | 253                    |

## Населення
За переписом населення Білорусі 2009 року чисельність населення сільської ради становила 3298 осіб.

### Національність
Розподіл населення за рідною національністю за даними перепису 2009 року:
| Національність               | Осіб | Відсоток |
| ---------------------------- | ---- | -------- |
| білоруси                     | 3263 | 98,94 %  |
| росіяни                      | 18   | 0,55 %   |
| українці                     | 9    | 0,27 %   |
| національність не вказана    | 3    | 0,09 %   |
| поляки                       | 2    | 0,06 %   |
| німці                        | 1    | 0,03 %   |
| узбеки                       | 1    | 0,03 %   |
| дві та більше національності | 1    | 0,03 %   |
| Разом                        | 3298 | 100 %    |